# 代斯尼揚斯凱
51°47′27″N 33°3′19″E / 51.79083°N 33.05528°E

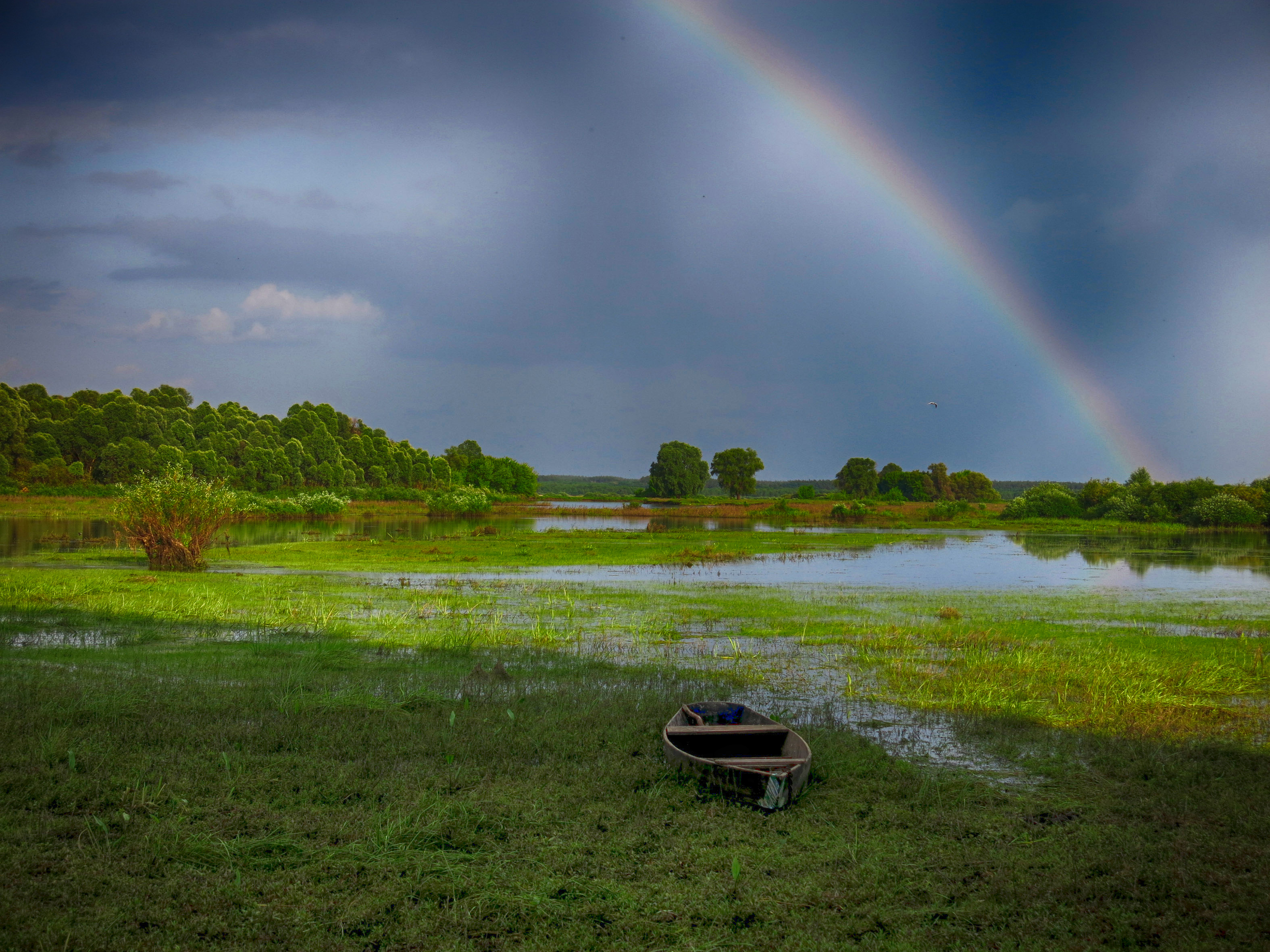

代斯尼揚斯凯（烏克蘭語：Деснянське），是烏克蘭北部切爾尼希夫州诺夫霍罗德-锡韦尔斯基区波诺尔尼察市镇的村落。面積3.57平方公里，海拔高度149米，2001年人口682，人口密度每平方公里191.2人。